# Tarnóc
Tarnóc (más néven Liptótarnóc, szlovákul Liptovský Trnovec) község Szlovákiában, a Zsolnai kerületben, a Liptószentmiklósi járásban. Benyusháza tartozik hozzá.

## Fekvése
Liptószentmiklóstól 6 km-re északnyugatra, a Szentmáriai-víztározó északi partján fekszik.

## Története
Területe a bronz- és a vaskorban is lakott volt.
A falu már a 12. század előtt is létezett, királyi birtok volt, a 13. század közepétől a liptóóvári uradalom része. 1283-ban „Tornouch” alakban említik először. 1391-ben „Tarnoch”, 1406-ban „Trnoch” megnevezéssel találjuk. 1429-ben Zsigmond király mezővárosi és vásártartási joggal ruházta fel. 1480-ban Mátyástól vámmentességet kapott, amikor is „Thernouecz”, majd 1482-ben „Trnowecz” néven szerepel a korabeli forrásokban. A 16. században a likavai uradalomhoz került, de kézműipara továbbra is jelentős maradt. 1625-ben 30 jobbágytelkén 61 család élt. 1638-ban III. Ferdinánd több vásárt engedélyezett a településnek. 1784-ben 157 házában 951 lakos élt.
A 18. század végén Vályi András így ír róla: „TARNÓCZ. Tarnovce. Tót Mezőváros Liptó Várm. földes Ura a’ Kir. Kamara, és a’ Likavai Uradalomhoz tartozik, lakosai katolikusok, és evangelikusok, fekszik Pettendorfhoz 1/2 mértföldnyire; földgyének 1/3 része sovány, 3/4 része a’ hegyek miatt nehezen míveltetik, 2/3 része termékeny, fája van mind a’ kétféle, piatza helyben, és másutt.”
1828-ban 147 háza és 1094 lakosa volt. Lakói mezőgazdasággal, kender és zöldségtermesztéssel, vászonszövéssel, továbbá sör és szeszfőzéssel, erdei munkákkal, tutajozással foglalkoztak.
Fényes Elek 1851-ben kiadott geográfiai szótárában így ír a településről: „Tarnócz (Trnovech), tót m. v. Liptó vmegyében, 81 kath., 1,013 evang. lak. Kath. és evang. anyaszentegyházakkal. Van szép erdeje, országos vásárai, fűrészmalma, sör és pálinkafőző házai. Lakosai sok lent, borsót termesztenek; Vásznat szőnek. F. u. a kamara.”
A trianoni diktátumig Liptó vármegye Liptószentmiklósi járásához tartozott.

## Népessége
| Év:            | 1994. | 2004.   | 2014.   | 2024.    |
| -------------- | ----- | ------- | ------- | -------- |
| Emberek száma: | 545   | 541     | 555     | 633      |
| Eltérés:       |       | -0,73 % | +2,58 % | +14,05 % |

| Év:            | 2023. | 2024.   |
| -------------- | ----- | ------- |
| Emberek száma: | 616   | 633     |
| Eltérés:       |       | +2,75 % |

1910-ben 729, túlnyomórészt szlovák lakosa volt.
2001-ben 587 lakosából 576 fő szlovák volt.
2011-ben 562 lakosából 547 fő szlovák.

## Nevezetességei
- A Szentléleknek szentelt római katolikus temploma 1820-ban épült klasszicista stílusban.
- evangélikus temploma 1925-ből való, a korábbi templom helyén épült.
- Harangláb a 19. század közepéről.

## Külső hivatkozások
- E-obce.sk Archiválva 2010. április 27-i dátummal a Wayback Machine-ben
- Községinfó
- Tarnóc Szlovákia térképén

## Lásd még
- Benyusháza